# William Brown (britischer Curler)
William Brown war ein britischer Curler. Er war Teil der britischen Mannschaft, die bei den Olympischen Winterspielen 1924 Olympiasieger wurde, nahm jedoch nicht aktiv an den Spielen teil.
Brown gehörte dem Royal Caledonian Curling Club an. Er nahm am jährlich stattfindenden The Grand Match teil, bei dem Spieler aus Nord- und Südschottland gegeneinander antraten.